# Munhwa Broadcasting Corporation
Munhwa Broadcasting Corporation (MBC) ist einer der drei größten Rundfunksender Südkoreas.

## Geschichte
1959 wurde der Radiosender Busan Munhwa Bangsong (Busan Kultur-Rundfunkanstalt) in Busan gegründet. Der Radiosender gehörte Jeong Hwan-ok und Kim Sang-yong. Jeong schlug Kim vor, einen Radiosender zu gründen; zu dieser Zeit dominierten japanische Sender den südkoreanischen Rundfunk. Am 15. April 1959 wurde MBC der erste private Rundfunksender Südkoreas.
Von Beginn an hatte der Sender mit finanziellen Problemen zu kämpfen. Im September 1959 wurde MBC an Kim Ji-tae, den Besitzer der Busan Daily, verkauft. Kim rettete den Sender und erweiterte MBC 1961 um einen Sender in Seoul.
Allerdings bezichtige Park Chung-hee Kim der Korruption. Im Mai 1962 gab er sowohl seine Sender als auch seine Zeitung an die May 16 Scholarship Foundation ab. Am 8. August 1969 begann der Sender mit Fernsehübertragungen. Mit Chun Doo-hwan als Präsident änderte sich die südkoreanische Medienpolitik und so wurden 1980 viele Radio- und Fernsehstationen geschlossen. MBC wurde von der Regierung übernommen. 1981 wurden 70 % der Anteile an MBC von dem öffentlichen Sender KBS übernommen.
1987 kam es in Südkorea zu demokratischen Reformen und MBC wurde erneut ein Privatsender ohne Einfluss der Regierung. Im Jahr 2011 hatte der Sender etwa 4000 Mitarbeiter.

## Weitere Fernsehsender
- MBC Drama
- MBC SPORTS+
- MBC EVERY1
- MBC NET
- MBC M
- MBC Live

## Ausländische Partnersender
- ABS-CBN und GMA Network (Philippinen)
- ATV (Hongkong)
- CBS (Vereinigte Staaten)
- CTV (Taiwan)
- France 2 (Frankreich)
- Fuji Television und TV Tokyo (Japan)
- Nine Network (Australien)
- RTM (Malaysia)
- TVRI (Indonesien)
- ZDF (Deutschland)